# Alonso Fernández Oñate
Alonso Fernández Oñate (San Diego (Cesar), 10 de junio de 1931-Valledupar, 30 de noviembre de 1993) fue un compositor y abogado colombiano.

## Biografía
Estudió Derecho en la Sede Principal de la Universidad Libre (Colombia), de la cual se graduó en 1964.
Con Alfonso Araújo Cotes y José Antonio Murgas, Alonso Fernández Oñate impulsó utilizando un movimiento cívico para la creación del Instituto Tecnológico Universitario del César (ITUCE), antecesor a la Universidad Popular del Cesar (UPC). Fue también rector de esta Universidad en 1976.

## Obra musical

### Festival Vallenato(1968)
El álbum Festival Vallenato fue interpretado y grabado por Jorge Oñate con Los Guatapurí:
1. Campesina vallenata.[4]
2. El hijo de mi ahijada
3. Sombra vengadora
4. Marina
5. El diablo de San Diego
6. Lavandera
7. La negrita de ají
8. Advertencia
9. María Eugenia
10. Luisa Fernanda
11. Canto optimista
12. Fabiola

### Fiesta Vallenata vol. 3(1977)
Temas en Fiesta Vallenata vol. 3:
1. Yo soy vallenato

### Un señor vallenato(1981)
1. El canario